# ميروسلاف أنتونوف
ميروسلاف أنتونوف (بالبلغارية: Мирослав Антонов)‏ (10 مارس 1986 بمونتانا في بلغاريا - ) هو لاعب كرة قدم بلغاري في مركز الهجوم. لعب مع سلافيا صوفيا وليفسكي صوفيا ونادي لودوغورتس رازغراد وFC Montana ‏ وMaccabi Yavne F.C. ‏ وFC Sportist Svoge ‏ وPFC Minyor Bobov Dol ‏.

## وصلات خارجية
- ميروسلاف أنتونوف على موقع قاعدة بيانات كرة القدم.إي يو (الإنجليزية)
- ميروسلاف أنتونوف على موقع Soccerway.com (الإنجليزية)
- ميروسلاف أنتونوف على موقع عالم كرة القدم.نت (الإنجليزية)